# لوسیانو گارسیا
لوسیانو گارسیا (انگلیسی: Vavá II؛ زادهٔ ۲۸ مهٔ ۱۹۴۴) بازیکن سابق فوتبال اهل اسپانیا است که در پست مهاجم بازی می کرد.
وی همچنین در تیم ملی فوتبال اسپانیا بازی کرده‌است.